# Kabinet-De Jong
Het kabinet-De Jong was het Nederlandse kabinet van 5 april 1967 tot 6 juli 1971. Het kabinet werd gevormd door de politieke partijen Katholieke Volkspartij (KVP), Volkspartij voor Vrijheid en Democratie (VVD), Anti-Revolutionaire Partij (ARP) en de Christelijk-Historische Unie (CHU) na de Tweede Kamerverkiezingen van 1967. Het centrumrechtse kabinet-De Jong was een meerderheidskabinet dat zowel in de Eerste Kamer en Tweede Kamer kon rekenen op een meerderheid. Het kabinet-De Jong was het eerste naoorlogse kabinet dat een volledige termijn uitzat zonder interne conflicten.

## Verloop
Het kabinet regeert aan het einde van de roerige jaren zestig en weet ondanks de maatschappelijke onrust en toenemende politieke polarisatie de gehele regeringsperiode zonder tussentijdse crisis uit te zitten. Het kabinet wordt direct na het aantreden al geconfronteerd met een vraag naar democratische hervormingen in de samenleving. Van 16 mei 1969 tot 21 mei 1969 wordt het Maagdenhuis een pand van de Universiteit van Amsterdam en de Hogeschool van Amsterdam bezet door studenten die inspraak eisten in het universiteitsbestuur. De actie paste in een landelijke trend die 6 mei 1969 startte op de Katholieke Hogeschool in Tilburg. Deze bezetters noemden hun universiteit de 'Karl Marx-universiteit'. Minister van Onderwijs en Wetenschappen Gerard Veringa besluit vervolgens om hogescholen en universiteiten te democratiseren.
Op 26 augustus 1967 wordt door het kabinet in het kader van de toenemende vraag naar grotere openbaarheid de Commissie-Cals-Donner ingesteld om advies uitbrengen over een algehele herziening van de Grondwet en over wijzigingen van de Kieswet. De commissie onder leiding van voormalig minister-president Jo Cals en rechter bij het het Hof van Justitie van de Europese Unie André Donner brengt op 29 maart 1971 haar eindrapport uit. De commissie adviseert onder meer over een gekozen minister-president, een districtenstelsel, de mogelijkheid van een referendum of een volksinitiatief en de sociale grondrechten zoals het recht op werk, welvaart en zorg voor het milieu. Minister-president Piet de Jong besluit vervolgens om na de wekelijkse ministerraad een persconferentie te geven in Nieuwspoort. Het advies van de Commissie-Cals-Donner resulteerde in 1983 tot een algehele herziening van de Grondwet en leidde tot een nieuwe systematische indeling, tot het invoering van sociale grondrechten en tot enkele beperkte staatkundige vernieuwingen.
Op financieel-economisch gebied krijgt het kabinet te maken met problemen in de industriële sector, deze problemen leiden bij de scheepsbouw en de textielindustrie tot massaontslagen. Het kabinet probeert via specifieke maatregelen economisch zwakkere regio's, zoals Zuid-Limburg en Noord-Nederland, te stimuleren. Hierbij wordt onder meer voorgesteld rijksdiensten te verplaatsen van het westen naar andere delen van het land. Op 27 november 1968 wordt door vicepremier en minister van Financiën Johan Witteveen de wet minimumloon ingevoerd. In 1970 komt minister Johan Witteveen met het voorstel om een loonpauze in te voeren, de loonmaatregel richt zich tegen een door vakbonden en werkgevers afgesproken loonsverhoging van 400,-. Het kabinet moet de maatregel na felle protestacties en stakingen deels intrekken. In 1971 wordt door minister Johan Witteveen wel een belastingvereenvoudiging doorgevoerd.
Het kabinet besluit ook tot aanleg van diverse nieuwe wegen. Als uitwerking van de Tweede nota ruimtelijke ordening worden groeigemeenten, zoals Zoetermeer, Nieuwegein en Amstelveen verder ontwikkeld. Krotopruiming en stadsvernieuwing krijgen meer aandacht. In 1971 wordt door minister van Volkshuisvesting en Ruimtelijke Ordening Wim Schut de huurliberalisatie verder uitgebreid.
Het begin van de Praagse Lente in 1968 met de invasie van de Sovjet-Unie in Tsjecho-Slowakije wordt gezien als een reden voor minister van Defensie Willem den Toom om het defensiebudget te verhogen met 225 miljoen.
Ook ontstaat er in 1969 een toenemende onrust in de vorm van demonstraties tegen de Vietnamoorlog.
Internationaal worden de betrekkingen met Indonesië verbeterd, wat resulteert in een staatsbezoek van president Soeharto in 1970 maar dat bezoek werd echter overschaduwd door de bezetting van de Indonesische ambassade door Molukkers jongeren in Den Haag, waarbij een politieagent om het leven komt.

### Personele wijzigingen

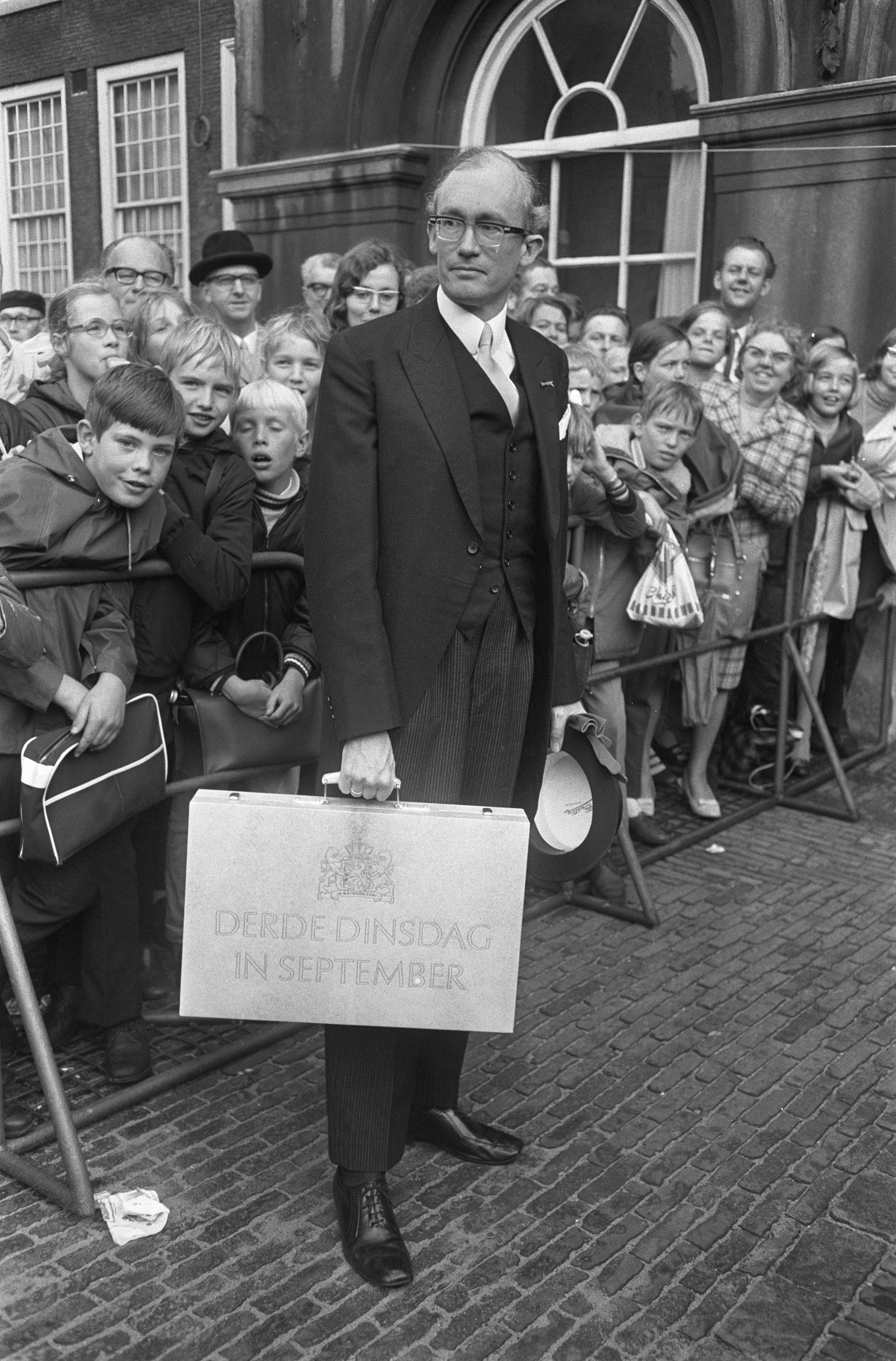
Vicepremier en minister van Financiën Johan Witteveen en het koffertje met de miljoenennota op het Binnenhof op 5 september 1970.

Op 7 januari 1970 treedt minister van Economische Zaken Leo de Block (KVP) af omdat hij vindt dat het kabinet krachtiger moet optreden tegen de stijging van lonen in de metaalsector. Informeel speelt mee dat hij veel kritiek kreeg nadat hij lang aarzelde om in te grijpen tegen de prijsstijgingen die het gevolg waren na de invoering van de omzetbelasting (btw) op 1 januari 1969; als gevolg daarvan had hij veel gezag verloren. Op 14 januari 1970 wordt KVP–Tweede Kamerlid Roelof Nelissen benoemd als zijn opvolger als minister van Economische Zaken.

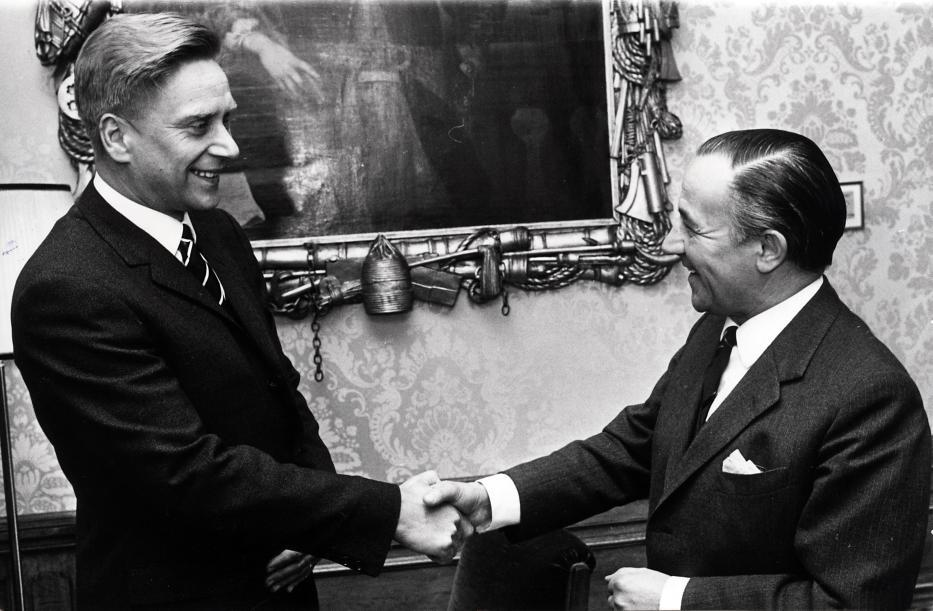
Inkomend minister van Onderwijs en Wetenschappen Gerard Veringa en aantredend minister-president Piet de Jong op 5 april 1967.

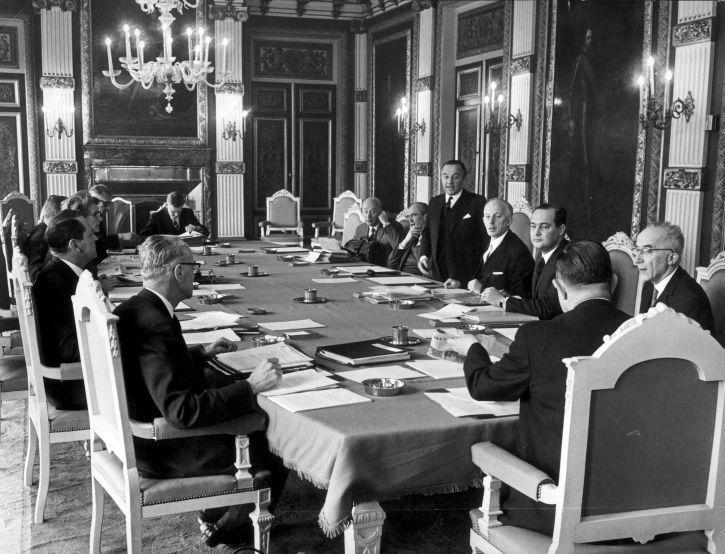
De bewindslieden van het kabinet-De Jong tijdens de eerste ministerraadsvergadering in de Trêveszaal op 7 april 1967.

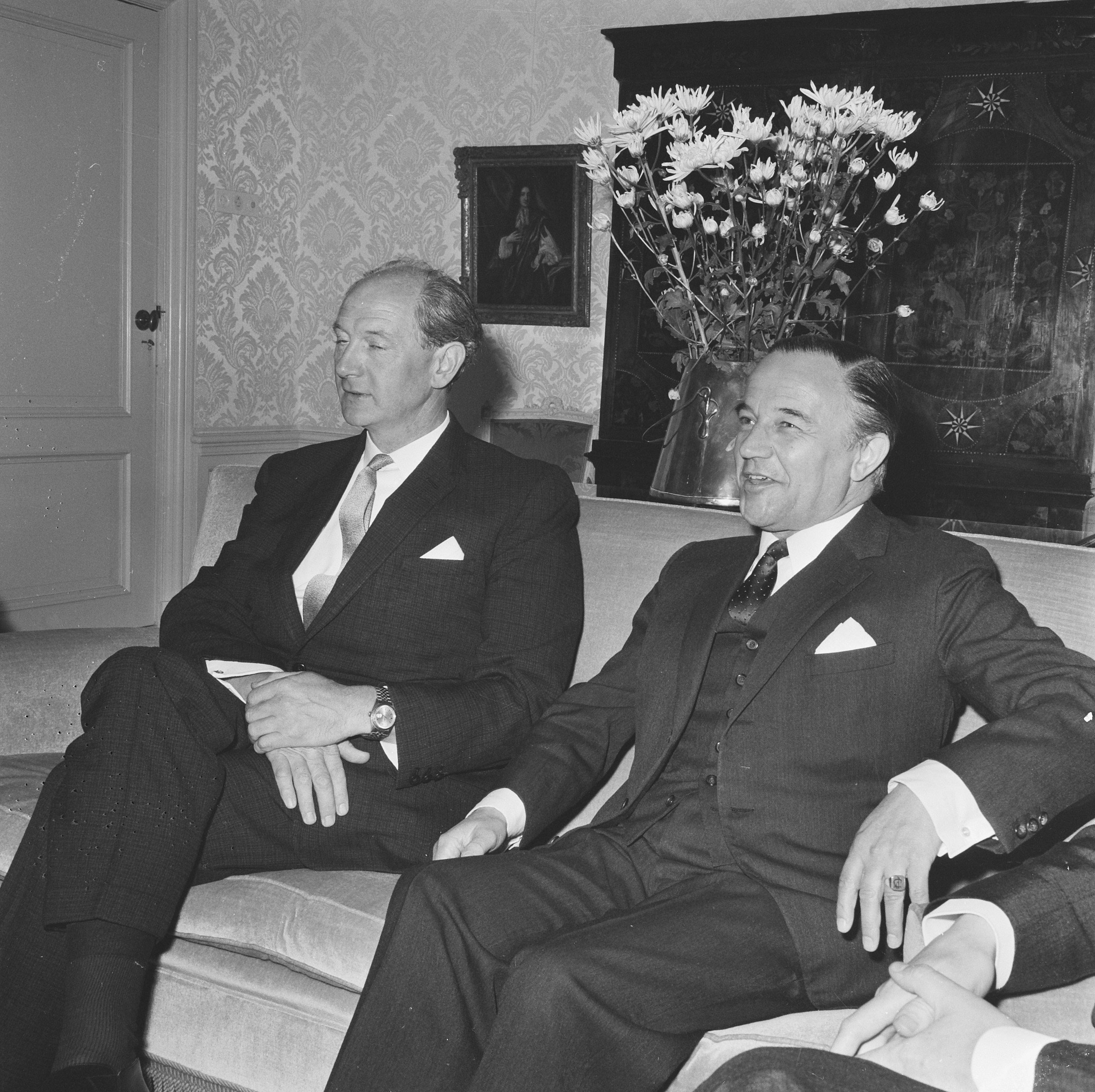
Taoiseach van Ierland Jack Lynch en minister-president Piet de Jong op 22 juni 1967.

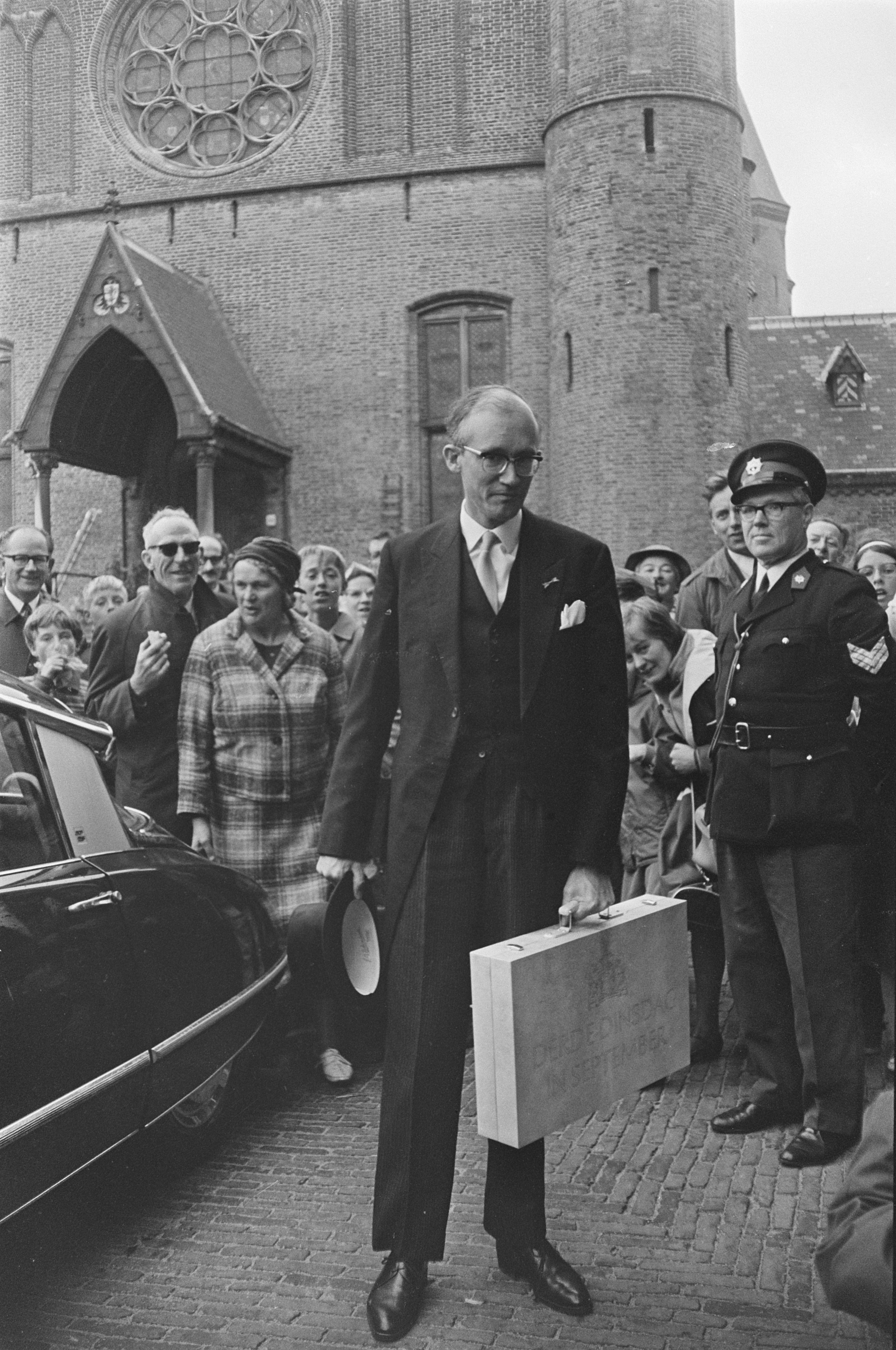
Vicepremier en minister van Financiën Johan Witteveen en het koffertje met de miljoenennota op het Binnenhof op 19 september 1967.

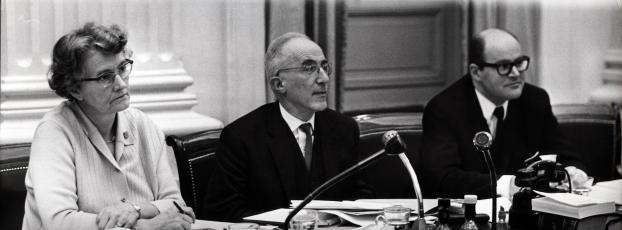
Minister van Cultuur, Recreatie en Maatschappelijk Werk Marga Klompé, minister van Justitie Carel Polak en staatssecretaris van Financiën Ferd Grapperhaus tijdens een debat over de staatsloterij in de Tweede Kamer op 9 april 1968.

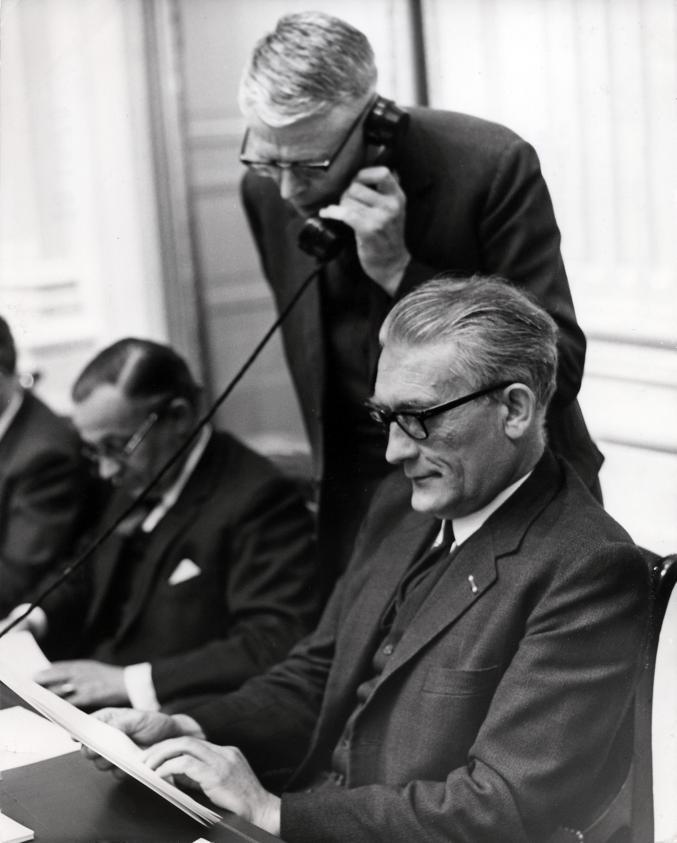
Minister-president Piet de Jong, minister van Economische Zaken Leo de Block en minister van Sociale Zaken en Volksgezondheid Bauke Roolvink tijdens een debat over de loonnota in de Tweede Kamer op 25 mei 1968.

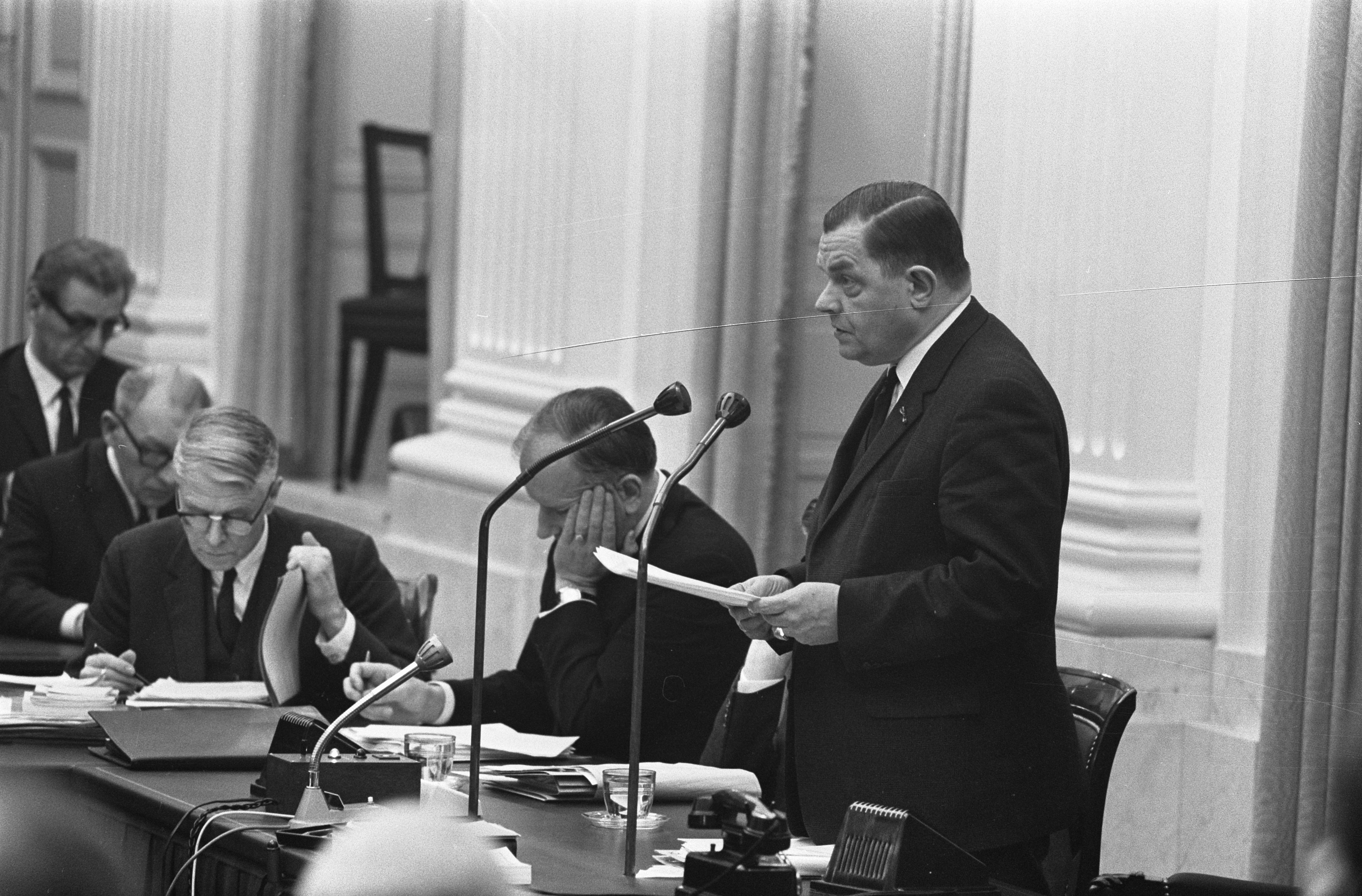
Minister van Binnenlandse Zaken Henk Beernink tijdens een debat over de Rijnmondraad in de Tweede Kamer op 3 december 1968.

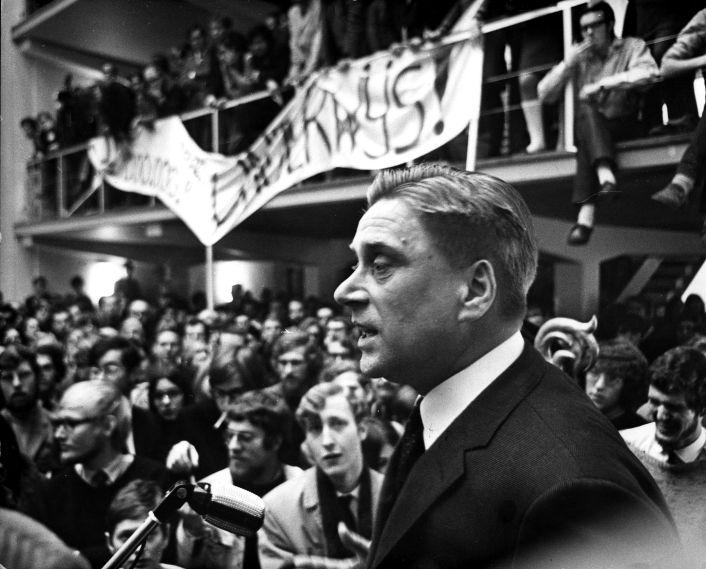
Minister van Onderwijs en Wetenschappen Gerard Veringa tijdens een bezoek aan studenten van de Universiteit van Amsterdam op 4 december 1968.

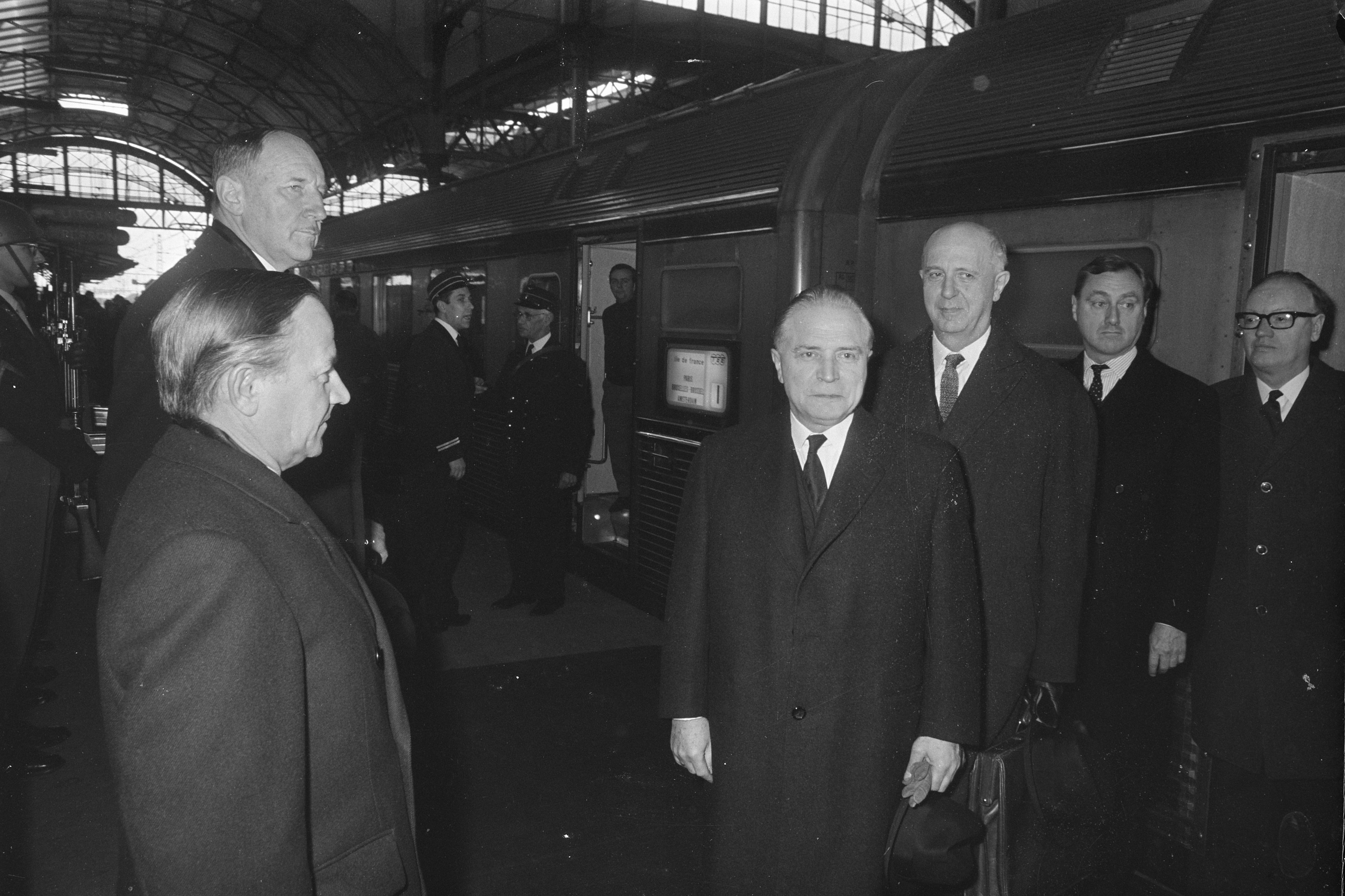
Minister-president Piet de Jong, minister van Buitenlandse Zaken Joseph Luns, premier van België Gaston Eyskens en Belgische minister van Buitenlandse Zaken Pierre Harmel op Station Den Haag Centraal op 4 februari 1969.

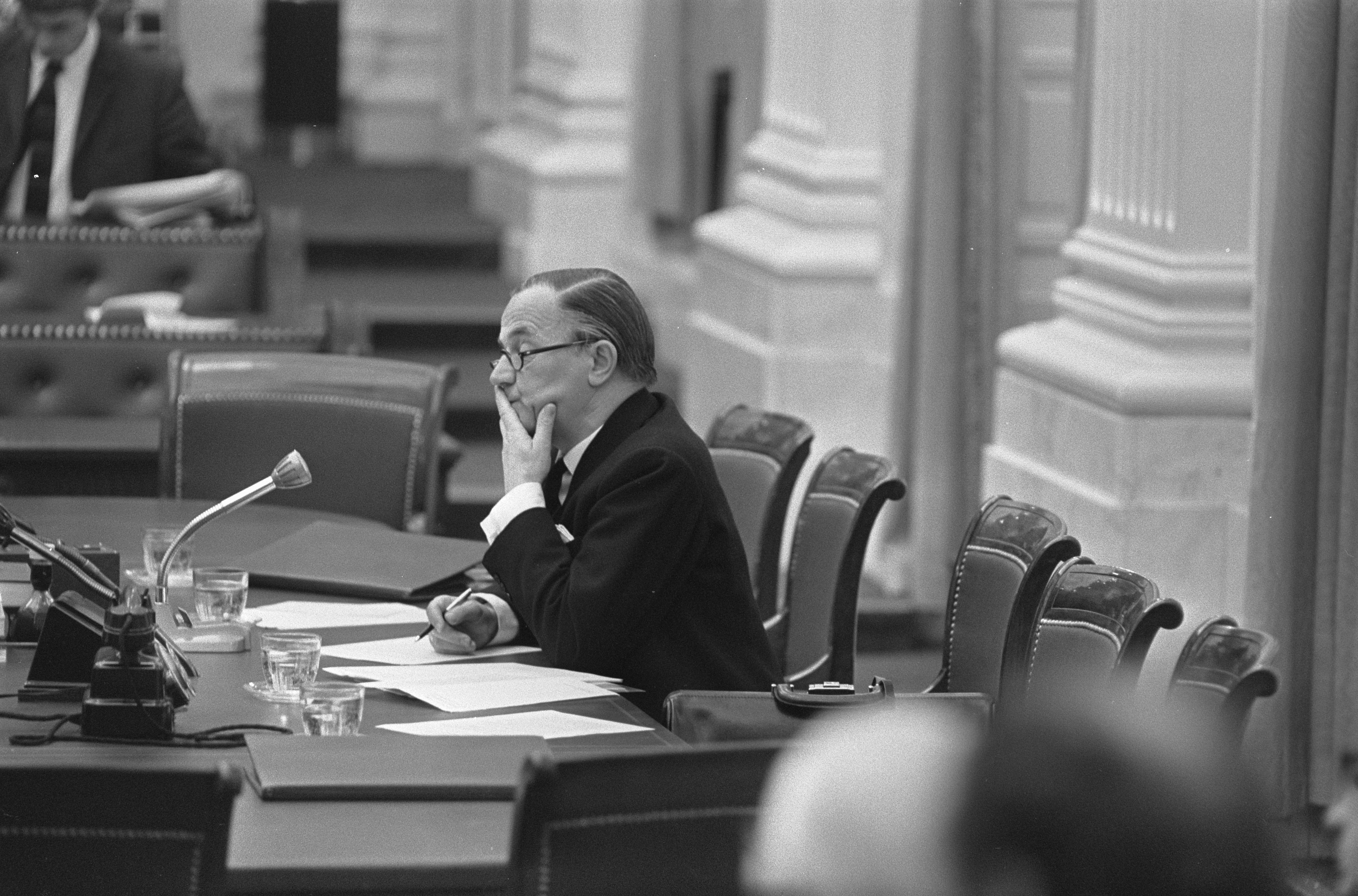
Minister-president Piet de Jong tijdens een debat over militaire acties in Indonesië in de Tweede Kamer op 25 maart 1969.

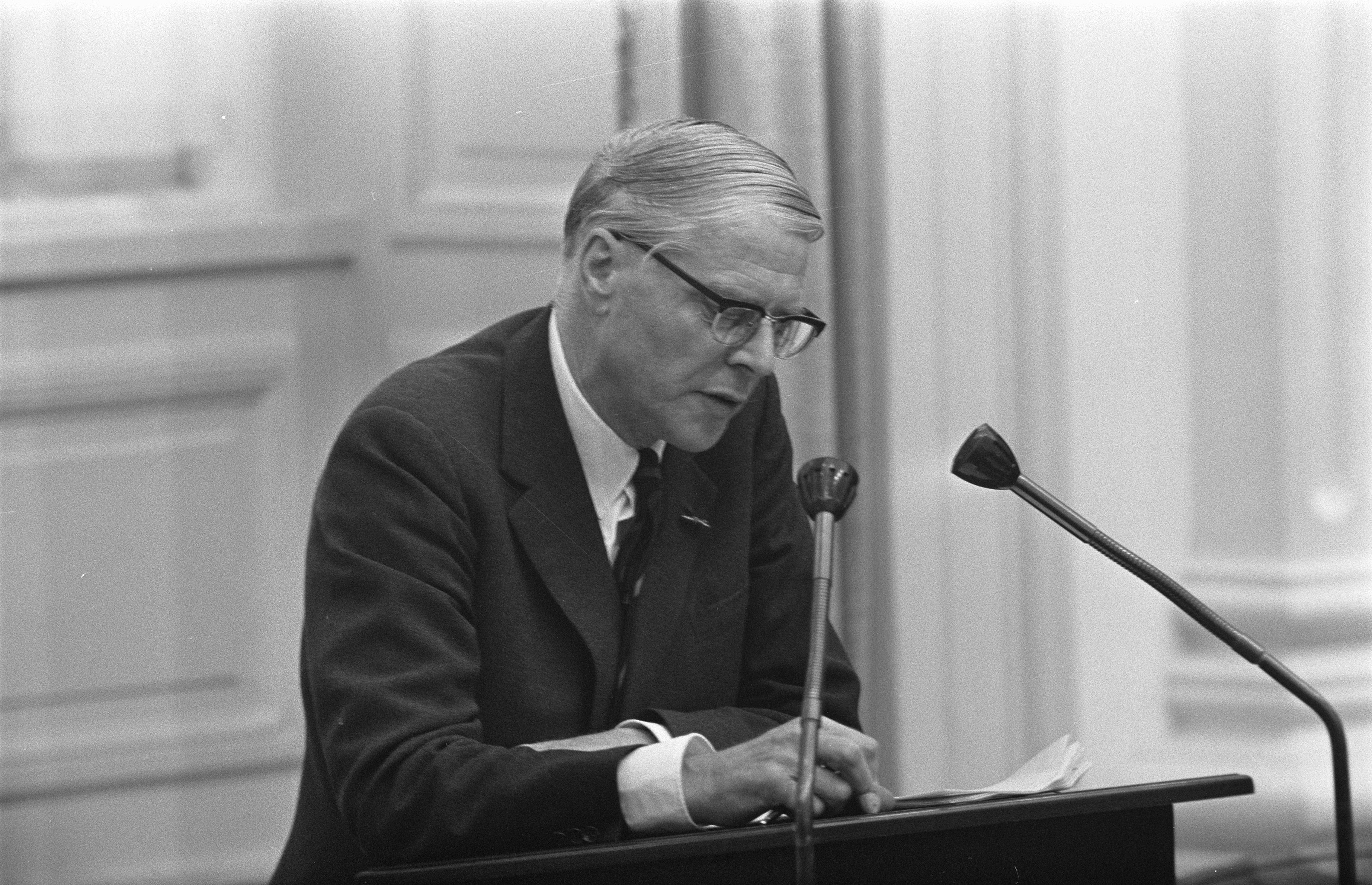
Minister van Economische Zaken Leo de Block tijdens een debat over de Keppel Verolme scheepswerf in de Tweede Kamer op 25 september 1969.

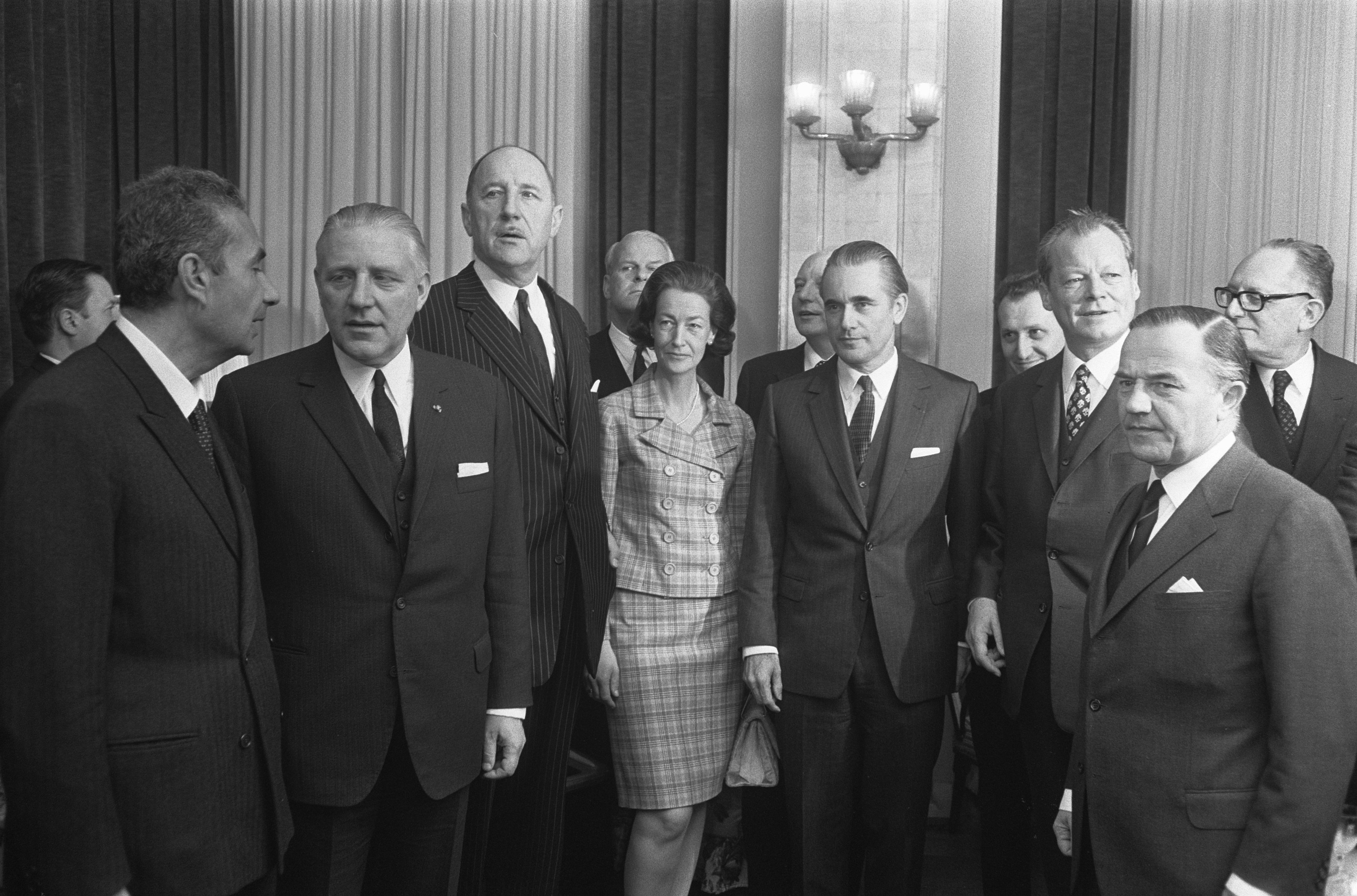
Minister van Buitenlandse Zaken Joseph Luns, Duitse minister van Volksgezondheid Katharina Focke, vicekanselier en Duitse minister van Buitenlandse Zaken Walter Scheel, premier van Frankrijk Jacques Chaban-Delmas, bondskanselier van Duitsland Willy Brandt en minister-president Piet de Jong op 2 december 1969.

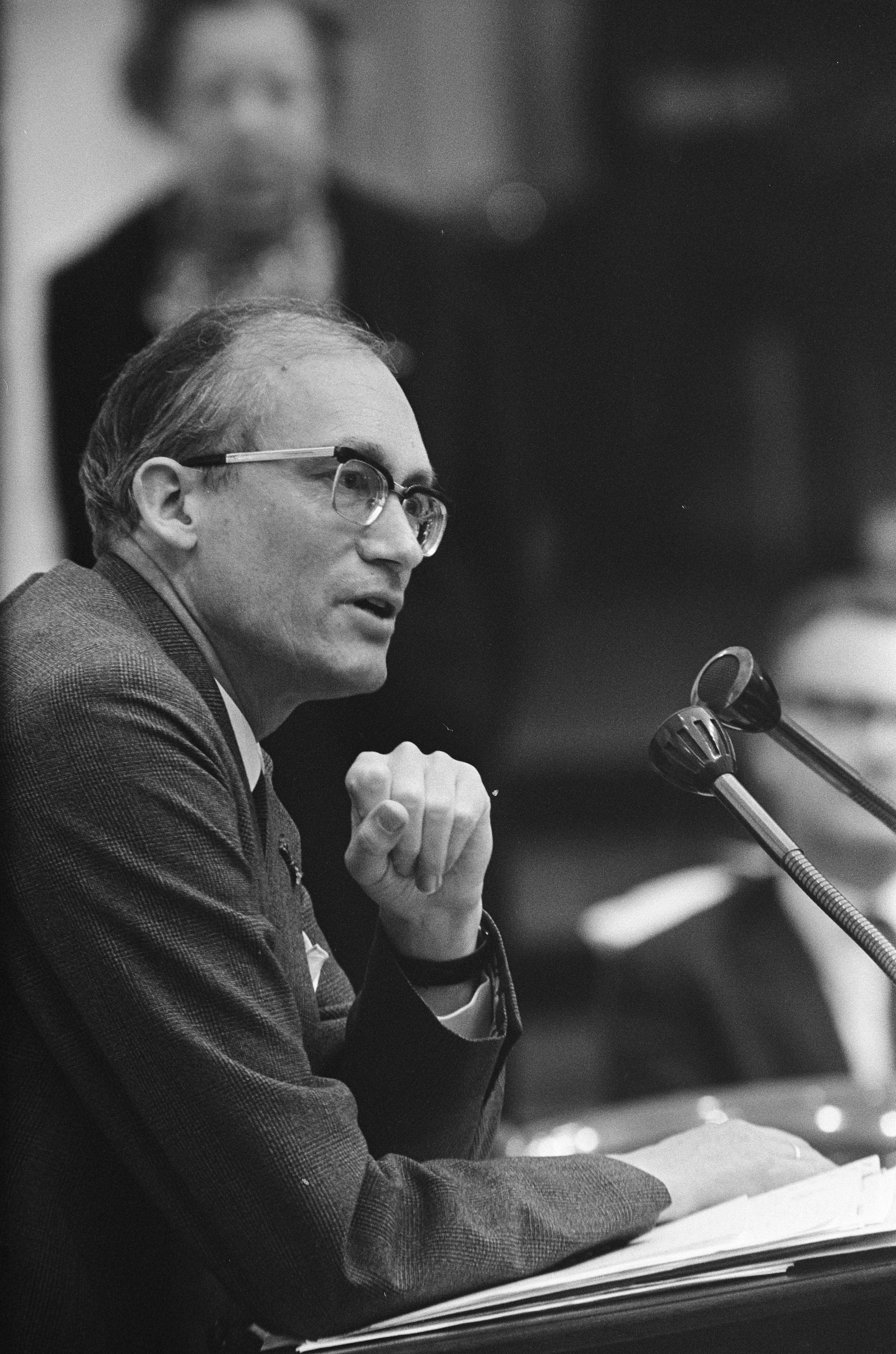
Vicepremier en minister van Financiën Johan Witteveen tijdens een debat over de financiële na effecten van de Tweede Wereldoorlog in de Tweede Kamer op 5 februari 1970.

## Ambtsbekleders
| Ambtsbekleders                         | Ambtsbekleders            | Ambtsbekleders                               | Minister / Ministerie                        | Minister / Ministerie | Termijn                              | Partij |
| -------------------------------------- | ------------------------- | -------------------------------------------- | -------------------------------------------- | --- | ------------------------------------ | ------ |
|                                        | P.J.S. (Piet) de Jong     | P.J.S. (Piet) de Jong (1915–2016)            | Minister-president / Minister                | Algemene Zaken | 5 april 1967 – 6 juli 1971           | KVP    |
|                                        | H.J. (Johan) Witteveen    | dr. H.J. (Johan) Witteveen (1921–2019)       | Vicepremier / Minister                       | Financiën | 5 april 1967 – 6 juli 1971           | VVD    |
|                                        | J.A. (Joop) Bakker        | drs. J.A. (Joop) Bakker (1921–2003)          | Vicepremier / Minister                       | Verkeer en Waterstaat | 5 april 1967 – 6 juli 1971           | ARP    |
| Minister                               | J.A. (Joop) Bakker        | drs. J.A. (Joop) Bakker (1921–2003)          | Surinaamse en Nederlands- Antilliaanse Zaken | | 5 april 1967 – 6 juli 1971           | ARP    |
|                                        | H.K.J. (Henk) Beernink    | mr. H.K.J. (Henk) Beernink (1910–1979)       | Minister                                     | Binnenlandse Zaken | 5 april 1967 – 6 juli 1971           | CHU    |
|                                        | J.M.A.H. (Joseph) Luns    | mr. J.M.A.H. (Joseph) Luns (1911–2002)       | Minister                                     | Buitenlandse Zaken | 13 oktober 1956 – 6 juli 1971        | KVP    |
|                                        | C.H.F. (Carel) Polak      | mr. C.H.F. (Carel) Polak (1909–1981)         | Minister                                     | Justitie | 5 april 1967 – 6 juli 1971           | VVD    |
|                                        | L. (Leo) de Bloc          | mr. L. (Leo) de Block (1904–1988)            | Minister                                     | Economische Zaken | 5 april 1967 – 7 januari 1970        | KVP    |
|                                        | H.J. (Johan) Witteveen    | dr. H.J. (Johan) Witteveen (1921–2019)       | Minister                                     | Economische Zaken | 7 januari 1970 – 14 januari 1970     | VVD    |
|                                        | Roelof Nelissen           | mr. R.J. (Roelof) Nelissen (1931-2019)       | Minister                                     | Economische Zaken | 14 januari 1970 – 6 juli 1971        | KVP    |
|                                        | W. (Willem) den Toom      | W. (Willem) den Toom (1911–1998)             | Minister                                     | Defensie | 5 april 1967 – 6 juli 1971           | VVD    |
|                                        | B. (Bauke) Roolvink       | B. (Bauke) Roolvink (1912–1979)              | Minister                                     | Sociale Zaken en Volksgezondheid | 5 april 1967 – 6 juli 1971           | ARP    |
|                                        | G.H. (Gerard) Veringa     | dr. G.H. (Gerard) Veringa (1924–1999)        | Minister                                     | Onderwijs en Wetenschappen | 5 april 1967 – 6 juli 1971           | KVP    |
|                                        | P.J. (Pierre) Lardinois   | ir. P.J. (Pierre) Lardinois (1924–1987)      | Minister                                     | Landbouw en Visserij | 5 april 1967 – 1 januari 1973        | KVP    |
|                                        | W.F. (Wim) Schut          | ir. W.F. (Wim) Schut (1920–2006)             | Minister                                     | Volkshuisvesting en Ruimtelijke Ordening | 5 april 1967 – 6 juli 1971           | ARP    |
|                                        | M.A.M. (Marga) Klompé     | dr. M.A.M. (Marga) Klompé (1912–1986)        | Minister                                     | Cultuur, Recreatie en Maatschappelijk Werk | 22 november 1966 – 6 juli 1971       | KVP    |
| Ambtsbekleder                          | Ambtsbekleder             | Ambtsbekleder                                | Minister / Portefeuille / Ministerie         | Minister / Portefeuille / Ministerie | Termijn                              | Partij |
|                                        | B.J. (Bé) Udink           | drs. B.J. (Bé) Udink (1926–2016)             | Minister                                     | • Ontwikkelings- samenwerking (Buitenlandse Zaken) | 5 april 1967 – 6 juli 1971           | CHU    |
| Ambtsbekleders                         | Ambtsbekleders            | Ambtsbekleders                               | Staatssecretaris / Portefeuille / Ministerie | Staatssecretaris / Portefeuille / Ministerie | Termijn                              | Partij |
|                                        | Ch. (Chris) van Veen      | mr. Ch. (Chris) van Veen (1922–2009)         | Staatssecretaris                             | • Agglomeratie Zaken • Rijksdienst (Binnenlandse Zaken) | 10 mei 1967 – 6 juli 1971            | CHU    |
|                                        | H.J. (Hans) de Koster     | H.J. (Hans) de Koster (1914–1992)            | Staatssecretaris                             | • Europese Zaken (Buitenlandse Zaken) | 12 juni 1967 – 6 juli 1971           | VVD    |
|                                        | F.H.M. (Ferd) Grapperhaus | mr.dr. F.H.M. (Ferd) Grapperhaus (1927–2010) | Staatssecretaris                             | • Fiscale Zaken • Belastingdienst (Financiën) | 10 mei 1967 – 6 juli 1971            | KVP    |
|                                        | K. (Klaas) Wiersma        | mr.dr. K. (Klaas) Wiersma (1917–1993)        | Staatssecretaris                             | • Integratie • Immigratie • Asielzaken • Vreemdelingen- zaken • Jeugd- bescherming • Gevangenis- wezen • Rehabilitatie (Justitie)                                          | 20 april 1970 – 6 juli 1971          | VVD    |
|                                        | L.J.M. (Louis) van Son    | drs. L.J.M. (Louis) van Son (1922–1986)      | Staatssecretaris                             | • Internationale Handel • Export- bevordering • Middenstand • Regionale Industrialisatie • Toerisme (Economische Zaken)                                                    | 28 november 1966 – 6 juli 1971       | KVP    |
|                                        | J.C.E. (Joop) Haex        | J.C.E. (Joop) Haex (1911–2002)               | Staatssecretaris                             | • Landmacht (Defensie) | 18 april 1967 – 6 juli 1971          | CHU    |
|                                        | A. (Adri) van Es          | A. (Adri) van Es (1913–1994)                 | Staatssecretaris                             | • Marine (Defensie) | 14 augustus 1963 – 16 september 1972 | ARP    |
|                                        | A.E.M. (Bob) Duynstee     | drs. A.E.M. (Bob) Duynstee (1920–2014)       | Staatssecretaris                             | • Luchtmacht (Defensie) | 28 april 1967 – 6 juli 1971          | KVP    |
|                                        | R.J.H. (Roelof) Kruisinga | dr. R.J.H. (Roelof) Kruisinga (1922–2012)    | Staatssecretaris                             | • Volksgezondheid • Ouderenbeleid • Gehandicapten- beleid (Sociale Zaken en Volksgezondheid)                                                                               | 18 april 1967 – 6 juli 1971          | CHU    |
|                                        | J.H. (Hans) Grosheide     | mr. J.H. (Hans) Grosheide (1930–2022)        | Staatssecretaris                             | • Basisonderwijs • Algemeen Voortgezet Onderwijs • Voorbereidend Wetenschappelijk Onderwijs • Nijverheids- onderwijs • Buitengewoon Onderwijs (Onderwijs en Wetenschappen) | 3 september 1963 – 6 juli 1971       | ARP    |
|                                        | M.J. (Mike) Keyzer        | M.J. (Mike) Keyzer (1911–1983)               | Staatssecretaris                             | • Wegverkeer • Openbaar Vervoer • Luchtvaart • Spoorwegen • Scheepvaart (Verkeer en Waterstaat)                                                                            | 18 april 1967 – 6 juli 1971          | VVD    |
|                                        | H.J. (Hein) van de Poel   | mr. H.J. (Hein) van de Poel (1915–1993)      | Staatssecretaris                             | • Volks- ontwikkeling • Jeugdbeleid • Cultuurbeleid • Kunstbeleid • Mediabeleid • Sport • Natuurbehoud (Cultuur, Recreatie en Maatschappelijk Werk)                        | 29 mei 1967 – 6 juli 1971            | KVP    |
| Bron: Kabinet-De Jong Rijksoverheid.nl |                           |                                              |                                              | |                                      |        |

## Kabinetsformatie
- Tweede Kamerverkiezingen 1967: 15 februari 1967
- Beëdiging kabinet: 5 april 1967
- Duur formatie: 49 dagen
- Informateur
  - dr. J. (Jelle) Zijlstra (ARP), (18 februari 1967 – 4 maart 1967) 15 dagen
- Informateur
  - mr.dr. L.J.M. (Louis) Beel (KVP), (6 maart 1967 – 8 maart 1967) 3 dagen
- Formateur
  - mr. B.W. (Barend) Biesheuvel (ARP), (9 maart 1967 – 20 maart 1967) 12 dagen
- Formateur
  - P.J.S. (Piet) de Jong (KVP), (21 maart 1967 – 4 april 1967) 14 dagen

Tijdens de verkiezingen van 1967 raakten de confessionele drie partijen KVP, CHU en ARP voor het eerst hun meerderheid kwijt, onder andere door de opkomst van Boerenpartij en nieuwkomer D'66. Ook de PvdA leed een gevoelig verlies. Demissionair minister-president Jelle Zijlstra (ARP) kreeg een informatieopdracht en stelde een beknopt programma op, vooral met financiële punten. Vervolgens zette de PvdA zichzelf buitenspel, waarna de weg naar een kabinet open lag voor de KVP, VVD, ARP en CHU. In eerste instantie leek de partijleider van de ARP en Tweede Kamer fractievoorzitter Barend Biesheuvel minister-president te worden, maar zijn formatiepoging strandde. De KVP schoof vervolgens demissionair minister van Defensie Piet de Jong naar voren als formateur. Na voortvarend optreden lukte het hem om relatief snel een ministersploeg samen te stellen.

## Reden ontslagaanvraag
Einde van de parlementaire periode.